# تيم باك
تيم باك (بالإنجليزية: Timothy Buck)‏ هو سياسي كندي، ولد في 6 يناير 1891 في المملكة المتحدة، وتوفي في 11 مارس 1973 في تورونتو في كندا. حزبياً، نشط في الحزب الشيوعي الكندي. وقد انتخب كاتب عام الحزب الشيوعي الكندي (1929 – 1962).